# Cantonul Le Caylar
Cantonul Le Caylar este un canton din arondismentul Lodève, departamentul Hérault, regiunea Languedoc-Roussillon, Franța.

## Comune
- Le Caylar (reședință)
- Le Cros
- Pégairolles-de-l'Escalette
- Les Rives
- Saint-Félix-de-l'Héras
- Saint-Maurice-Navacelles
- Saint-Michel
- Sorbs